# B'z LIVE-GYM 2008 -ACTION-
《B'z LIVE-GYM 2008 -ACTION-》，是日本樂團B'z的第16張LIVE作品映像化(第14張DVD)。

## 簡介
- 紀念B'z出道25周年，所發行連續3場未發表演唱會的第一場
- 為出道20週年演唱會B'z LIVE-GYM Pleasure 2008 -GLORY DAYS-前，於2008年1月-8月所舉辦的專輯巡迴演唱會。
- 本次演唱會場地為容納人數較少的場地(約10000人)，上次收錄小場地演唱會為JUST ANOTHER LIFE，相隔約21年。

## 收錄會場
名古屋市綜合體育館

## 演奏
團員
- 松本孝弘:吉他，製作人
- 稻葉浩志:主唱

支援樂手
- 增田隆宣:電子琴
- Shane Gaalaas:鼓
- Barry Sparks:貝斯
- 大田紳一郎:吉他，合聲

## 收錄內容
1. 純情ACTION
2. 黒い青春
3. パーフェクトライフ
4. ONE ON ONE
5. 一心不乱
6. OH!GIRL
7. New Message
8. TONIGHT (Is The Night)
9. Wonderful Opportunity
10. 満月よ照らせ
11. 永遠の翼
12. HOMETOWN BOYS' MARCH
13. 愛のままにわがままに 僕は君だけを傷つけない
14. GIMME YOUR LOVE 〜不屈のLOVE DRIVER〜
15. Liar! Liar!
16. さまよえる蒼い弾丸
17. FRICTION -LAP 2-
18. SUPER LOVE SONG
19. 光芒
20. BURN -フメツノフェイス-
21. ミエナイチカラ 〜INVISIBLE ONE〜